# Scelidocteus
Scelidocteus là một chi nhện trong họ Palpimanidae.